# Maláj cibetmacska
A maláj cibetmacska (Viverra tangalunga) a cibetmacskafélék (Viverridae) családjába, a Civettictis nembe tartozó ragadozó.

## Előfordulása
Indonézia (Borneó és a Maluku-szigetek, feltehetőleg betelepített egyedek Celebesz és Szumátra szigetén is), a Fülöp-szigetek (Bohol, Busuanga, Culion, Leyte, Luzon, Mindanao, Mindoro, Negros, Palawan, Samar és Sibuyan szigetek) és Malajzia (a Maláj-félsziget, valamint Sabah és Sarawak is) lakója.
Alacsonyan fekvő trópusi erdőkben és a szomszédos művelt területeken él.

## Alfajai
- Viverra tangalunga lankavensis - csak a Malajziához tartozó Langkawi szigeten él.
- Viverra tangalunga tangalunga

## Megjelenése
Testhossza 62-66 centiméter, farka: 28-35 centiméter hosszú.
Mint minden cibetmacskának, ennek a fajnak a bundáját is sötét foltsorok tarkítják, de nyakát fekete-fehér sávok övezik. Hasa fehér, lábai feketék, farkát kb.15 sötét sáv gyűrűzi. A gerincét kísérő fekete szőrök felmereszthetők. Félig visszahúzható karmai segítségével jól mászik fára, táplálékát mégis a talajon szerzi. Étrendje százlábúakból, ezerlábúakból, skorpiókból és kisebb emlősökből, például egerekből áll.

## Külső hivatkozások
- Képek az interneten a fajról